# Wolfgang Weber
Wolfgang Weber (Sławno, no atual território da Polônia, 26 de Junho de 1944, na época chamada Schlawe e territorialmente alemã) é um ex-jogador de futebol mais lembrado por marcar no último minuto - empate para a Alemanha Ocidental na Copa do Mundo FIFA de 1966.

## Carreira

### Koln
Weber jogou pelo Köln entre 1963 e 1978 e teve 53 internacionalizações pelo seu país, marcando apenas um gol. Ele também representou a Alemanha Ocidental no Campeonato Europeu de Futebol de 1968 e na Copa do Mundo FIFA de 1970.

## Seleção
Wolfgang Weber já jogou pela seleção alemã no Maracanã e atualmente é patrono das divisões infanto-juvenis do Colônia.

## Títulos
- Copa do Mundo de 1966 - 2º Lugar

•Pelo Koln
• Campeonato Alemão: 1963-64, 1977-78
• Copa da Alemanha: 1967-68, 1976-77, 1977-78